# Sărdănești, Mehedinți
Sărdănești este un sat în comuna Bala din județul Mehedinți, Oltenia, România. Se află în partea de nord-vest a județului,  în Podișul Mehedinți.